# Oligopol
Oligopol je taková struktura trhu na straně nabídky, kdy v oboru existuje jen velmi málo výrobních firem, respektive těchto pár subjektů dohromady zabírá většinový podíl nabídky. V takovéto situaci může explicitně docházet k utajeným jednáním (koluzím) na společné cenové politice a udávání směru vývoje celého odvětví. Pokud nedochází implicitně k jednáním (tacitní koluze), tak se přesto může také jednat o oligopol. V současnosti jde především o výrobu letadel, mikroprocesorů apod. Může jít i o potraviny.

## Původ slova
Oligopol vychází z řeckého slova Ὀλιγος (óligos), znamenající „málo“ (množství firem v této struktuře). Koluze vychází z anglického slova collusion znamenající „tajná dohoda“. V češtině se ještě používá pod významy „nekalá soutěž“ a „maření vyšetřování“.

## Základní rysy

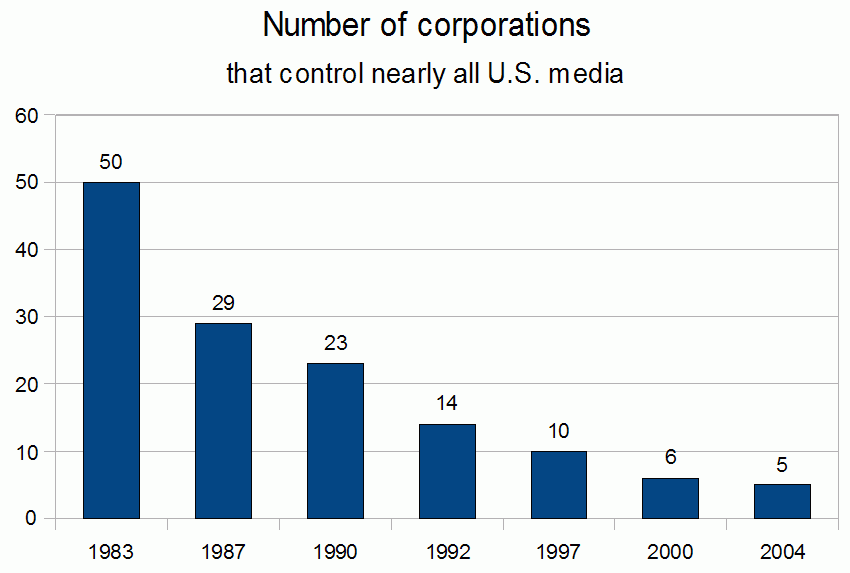
Příklad vzniku oligopolu – rapidní úbytek nezávislých vlastníků médií na americkém trhu v posledních několika letech.

Chování firem v oligopolu je ovlivněno vzájemnou závislostí. Jeho základní rysy jsou:
- existence několika firem v odvětví
- zpravidla diferencovaný produkt
- těžko překonatelné bariéry vstupu příchod nových firem
- každá firma je natolik silná, že může stanovit cenu vyšší než mezní náklady (P>MC).
- tvrdá konkurence a princip alokace trhu může způsobovat „monopolizaci“ (resp. oligopolizaci), tedy proces, kdy počet subjektů na straně nabídky klesá až na několik málo hráčů. Naopak, opačný proces může mít za následek změna (zvolnění) pravidel trhu (například dotace nebo lepší daňové podmínky ze strany státu).

## Příčiny vzniku
Podobné jako u monopolu, jen v menší míře – do odvětví může vstoupit pouze několik málo firem. Důvodem toho může být:
- pouze těchto několik firem vlastní důležitý vstup
- pouze tyhle firmy mají vládou udělené právo vyrábět daný statek (licence, patenty, copyright)
- kdyby na trhu bylo více firem, klesaly by výnosy z rozsahu (a úspory z rozsahu)

## Druhy oligopolů
Rozlišujeme dva typy oligopolů podle diferenciace (odlišnosti) produktů:

### Ryzí (homogenní) oligopol
Na trhu je několik málo firem, které nabízejí nediferenciovaný produkt.
Firmy v homogenním oligopolu produkují víceméně stejný produkt, např. ocel, ropa, čpavek apod.

### Diferenciovaný oligopol
Na trhu je několik málo firem, které nabízejí diferenciovaný produkt.
Diferencovaný oligopol je odvětvím, v němž firmy produkují výrobky, které jsou ale spotřebiteli vnímány jako diferencované – odlišné. Velkou roli zde hraje kromě vlastností samotného produktu také marketing a image značky. Typickým příkladem diferenciovaného oligopolu je trh s auty nebo cigaretami.

### Smluvní oligopol
V situaci, kde několik firem prodává stejné nebo podobné výrobky, jejich ceny jsou přibližně na stejné úrovni a vzájemná cenová válka by je oslabila. Uzavřou koluzi o stanovení monopolní ceny, popřípadě stanovení sféry vlivu; každá firma se pak ve vymezeném rámci chová jako monopol.

### Kartel
Lze ho charakterizovat jako organizaci prodávajících, která společně rozhoduje o cenách produkce, výrobních kvótách, rozdělení trhu apod. Takové dohody jsou ze zákona zakázané.
Výhody plynoucí na základě dohod:
- Větší možnosti zvyšování zisku
- Upevnění bariér vstupu do odvětví
- Snížení nejistoty

Negativem uzavření kartelových dohod je nedodržování ujednaných dohod.

### Oligopol s dominantní firmou
Vzniká tam, kde je pro silnou firmu výhodné přenechat část trhu slabším konkurentům. V rámci větší části trhu, kterou si ponechá, se pak silná oligopolní firma chová jako monopol.

### Cenové vůdcovství
Menší firmy v odvětví respektují cenu, kterou určila dominantní firma, protože vzhledem ke své velikosti nerealizují úspory z rozsahu a jejich nákladové podmínky jsou proto ve srovnání s dominantní firmou horší.

### Duopol
Duopol je oligopol pouze se dvěma firmami (na trhu mohou být i další hráči, ale pouze dvě firmy jsou dominantní a mají většinový podíl na odbytu). Jedná se o výrazné zjednodušení reálné situace. Příkladem může být situace na trhu letadel (Airbus vs Boeing), nealkoholických nápojů (the Coca-Cola Company vs Pepsi Company), procesorů (AMD vs Intel) či poskytovatelů internetové reklamy (Facebook vs Google).
Je definováno několik modelů duopolu:
- Cournotův model
- Stackelbergův model
- model množstevního kartelu
- Bertrandův model
- model cenového vůdce
- model cenového kartelu

Různé právní úpravy v jednotlivých zemích mohou různě postihovat monopol. Tyto postihy mohou být natolik drsné, že pro dominantní firmu na trhu může být výhodné nezískat status monopolu, tedy nezničit druhou v pořadí a přenechat ji takový podíl na trhu, kdy je tato druhá nejúspěšnější firma vnímána jako součást duopolu/oligopolu. 

## Oligopolistické modely
Neexistuje žádný model popisující fungování oligopolistického trhu. Rozmanitost a komplexita modelů existuje, protože dvě až deset firem mohou soutěžit na základě ceny, množství, technologických inovacích, marketingu a reputaci. Existuje však řada zjednodušených modelů, které se snaží popsat popsat chování trhu s ohledem na určité podmínky. Některé ze známějších modelů jsou Cournotův–Nashův model a Bertrandův model.

### Cournotův–Nashův model
Cournotův–Nashův model je jedním z nejjednodušších oligopolistických modelů. Tento model předpokládá, že existují dvě „firmy na stejné úrovni“, tedy firmy soutěžící na základě množství nežli ceny a každá z firem se rozhoduje za předpokladu, že chování konkurenční firmy je neměnné. Předpokládá se, že tržní poptávková křivka je lineární a mezní náklady jsou neměnné. K nalezení Nashovy rovnováhy (Nash equilibrium) je potřeba rozhodnout, jak bude každá z firem reagovat na změnu výstupů firmy druhé. Cesta k rovnováze je „sérií akcí a reakcí“. Tento vzorec pokračuje až do bodu, kdy ani jedna z firem netouží „změnit to, co dělají, vzhledem k tomu, jak se domnívají, že bude druhá firma reagovat na změny“. Rovnováha je průsečíkem reakčních funkcí dvou firem. Reakční funkce ukazuje, jak jedna firma reaguje na změnu množství druhé firmy. Předpokládejme, že poptávková funkce firmy 1 je P = (M − Q2) − Q1, kde Q2 je množství produkované druhou firmou a Q1 je množství produkované první firmou a M = 60 je trh. Předpokládejme, že mezní náklady jsou CM = 12. Firma 1 chce znát maximální množství a cenu. Firma 1 zahájí tento proces tím, že se bude řídit pravidlem maximalizace zisku, podle kterého se mezní příjmy rovnají mezním nákladům. Funkce celkových příjmů firmy 1 je RT = Q1 P = Q1 (M − Q2 − Q1) = MQ1 − Q1 Q2 − Q12. Funkce mezního příjmu je {\displaystyle R_{M}=M-Q_{2}-2Q_{1}}.
RM = CM
M − Q2 − 2Q1 = CM
2Q1 = (M − CM) − Q2
Q1 = (M − CM) / 2 − Q2 / 2 = 24 − 0,5 Q2 [1.1]
Q2 = 2(M − CM) − 2Q1 = 96 − 2 Q1 [1.2]
Rovnice 1.1 je reakční funkcí firmy 1. Rovnice 1.2 je reakční funkcí firmy 2.
Pro určení Nashovy rovnováhy je možno obě rovnice řešit současně. Rovnovážné veličiny lze určit i graficky. Rovnovážné řešení by bylo v průsečíku dvou reakčních funkcí. Všimněte si, že pokud vyobrazíte veličiny v grafu, osy představují množství. Reakční funkce nemusí být nutně symetrické. Firmy mohou čelit odlišným nákladovým funkcím. V takovém případě by reakční funkce nebyly identické ani rovnovážné množství.

### Bertrandův model
Betrandův model je v podstatě Cournotův–Nashův model, kromě toho, že strategickou proměnnou je cena na rozdíl od množství.
Předpoklady modelu jsou:
- Na trhu působí dvě firmy
- Vytvářejí homogenní produkt
- Vyrábějí za konstantní mezní náklady
- Firmy volí ceny PA a PB současně
- Výstupy firem jsou perfektní náhradou (substitucí)
- Tržby jsou rozděleny rovnoměrně, pokud PA = PB

Jediná Nashova rovnováha je PA = PB = MC.
Žádná z firem nemá důvod měnit svou strategii. Pokud firma zvýší cenu, ztratí všechny své zákazníky. Pokud firma sníží cenu P < MC, bude ztrácet peníze za každou prodanou jednotku.

Bertrandova rovnováha je stejná jako konkurenční výsledek. Každá firma bude vyrábě, když P = mezní náklady a zisky budou nulové. Zobecněním Bertrandova modelu je Bertrandův–Edgeworthův model, který umožňuje kapacitní omezení a obecnější nákladovou funkci.

## Příklady oligopolů
V roce 2023 je v Česku pět oligopolů pro pět základních potravin: máslo, mléko, vejce, kuřecí maso a mouka. Většinu trhu ovládá v těchto případech pár firem, které mají rozloženy síly na trhu v celé vertikále: tedy u zemědělců, ve výrobě potravin i v obchodu, kdy dvě nebo tři firmy zajišťují většinu potřeb českého trhu. Rizikem oligopolů jsou tajné cenové dohody (kartely) a utlačení menších hráčů na trhu. Oligopolizace se rozvinula za Babišovy vlády, kdy se dotace začaly psát na míru velkým podnikům na úkor malých a středních zpracovatelů. Podle Jana Štefla, místopředsedy Asociace soukromého zemědělství, se tyto struktury nedají dodatečně úplně rozbít, ale budoucí vlády mají možnost budovat konkurenční trh, lokální produkce, tržnice nebo malé prodejny, a tím oligopoly vyvažovat.